# Списак економских интеграција
На списку економских интеграција су наведене земље чланице, са годином придруживања у загради, и годином напуштања.

## Европа

### Европска економска зона
Европска економска зона (EEA)

#### Европска зона слободне трговине
Европска зона слободне трговине (EFTA)
- пуноправне чланице: Исланд, Лихтенштајн, Норвешка, Швајцарска.
- бивше чланице: Аустрија, Уједињено Краљевство, Данска, Ирска, Португал, Шпанија.

#### Европска унија
Европска унија (EU) основана је 1992. године Мастрихтским уговором.
- пуноправне чланице: Аустрија (1995), Белгија, Бугарска (2007), Уједињено Краљевство, Грчка, Данска, Естонија (2004), Ирска, Италија, Кипар (2004), Летонија (2004), Литванија (2004), Луксембург, Мађарска (2004), Малта (2004), Немачка, Пољска (2004), Португал, Румунија (2007), Словачка (2004), Словенија (2004), Финска (1995), Француска, Холандија, Чешка (2004), Шведска (1995), Шпанија.
- кандидати: Македонија, Турска, Хрватска.
- потенцијални кандидати: Албанија, Босна и Херцеговина, Србија, Црна Гора.

### Централноевропска зона слободне трговине
Централноевропска зона слободне трговине (CEFTA)
- бивше чланице: Бугарска (1999—2007), Мађарска (1994—2004), Пољска (1994—2004), Румунија (1997—2007), Словачка (1994—2004), Словенија (1996—2004), Чешка (1994—2004).
- пуноправне чланице: Албанија (2007), Босна и Херцеговина (2007), Македонија (2006), Молдавија (2007), Србија (2007), Хрватска (2003), Црна Гора (2007).
- пуноправне чланице, под патронатом Уједињених нација: Косово (2007)

### Централноевропска иницијатива
Централноевропска иницијатива
- чланице: Албанија, Бугарска, Пољска, Румунија, Словачка, Украјина, Чешка

### Црноморска економска сарадња
Црноморска економска сарадња основана је 1992. године, на иницијативу Турске.
- чланице: Азербејџан, Албанија, Бугарска, Грузија, Грчка, Јерменија, Молдавија, Румунија, Русија, Србија, Турска и Украјина.

### Јадранско-јонска иницијатива
Јадранско-јонска иницијатива
- чланице: Албанија, Босна и Херцеговина, Грчка, Италија, Хрватска, Србија, Словенија и Црна Гора.

### Средњоевропска иницијатива
Средњоевропска иницијатива
- чланице: Албанија, Аустрија, Белорусија, Босна и Херцеговина, Бугарска, Италија, Мађарска, Македонија, Молдавија, Пољска, Румунија, Словачка, Словенија, Украјина, Хрватска и Чешка.

### Савет балтичких држава
Савет балтичких држава
- чланице: Данска, Естонија, Летонија, Литванија, Немачка, Норвешка, Русија, Пољска, Финска и Шведска.

## Јужна Америка

### Карипско заједничко тржиште
Карипско заједничко тржиште (CARICOM) је формирано 1958. године.
- чланице: Антигва и Барбуда, Барбадос, Белизе, Гвајана, Гренада, Доминиканска Република, Јамајка, Монтсерат, Санта Луција, Сент Винсент, Сент Китс и Тринидад и Тобаго.

### Централноамеричко заједничко тржиште
Централноамеричко заједничко тржиште (MCCA-CACM) је основано 1960. године.
- чланице: Гватемала (1960), Костарика (1960), Никарагва (1960), Салвадор (1960), Хондурас (1960)

### Латиноамеричко удружење слободне трговине
Латиноамеричко удружење слободне трговине (ALALC) основано је 1962. године.
- чланице: Аргентина (1962), Боливија, Бразил (1962), Венецуела, Еквадор, Колумбија, Мексико (1962), Парагвај (1962), Перу (1962), Уругвај (1962) и Чиле (1962).

### Андски пакт
Андски пакт основан је 1969. године у Боготи.
- чланице: Боливија (1969), Венецуела (1974), Еквадор (1969), Колумбија (1969), Перу (1969) и Чиле (1969).

### Латиноамеричко интеграционо удружење
Латиноамеричко интеграционо удружење (ALADI) је основано 1980. године у Монтевидеу.

### Заједничко тржиште југа
Заједничко тржиште југа (MERCOSUL)
- чланице: Аргентина (1991), Бразил (1991), Парагвај (1991) и Уругвај (1991).
- кандидати: Венецуела и Чиле.

## Азија

### Удружење земаља Југоисточне Азије
Удружење земаља Југоисточне Азије (ASEAN)
- пуноправне чланице: Брунеји, Вијетнам, Индонезија, Камбоџа, Лаос, Малезија, Мјанмар, Сингапур, Тајван, Тајланд, Филипини, Хонгконг
- кандидати: Источни Тимор

### Пацифичка конференција за привредно-економску сарадњу
- чланице: Аргентина, Еквадор, Колумбија, Перу и Русија.

### Евроазијска економска унија
- чланице: Русија, Белорусија, Казахстан, Јерменија и Киргистан.

## Северна и Средња Америка

### Северноамерички уговор о слободној трговини
Северноамерички уговор о слободној трговини (NAFTA) основана је 1992. године.
- пуноправне чланице: Канада, Мексико и Сједињене Америчке Државе.

## Африка

### Економска заједница држава западне Африке
Економска заједница држава западне Африке (ECOWAS) основана је 1975. године.
- пуноправне чланице: Бенин (1975), Буркина Фасо (1975), Гамбија (1975), Гана (1975), Гвинеја (1975), Гвинеја Бисао (1975), Капо Верде (1976), Либерија (1975), Мали (1975), Нигер (1975), Нигерија (1975), Обала слоноваче (1975), Сенегал (1975), Сијера Леоне (1975) и Того (1975).
- бивше чланице: Мауританија (1975—2000).

### Заједничко тржиште за источну и југоисточну Африку
Заједничко тржиште за источну и југоисточну Африку (COMESA) је основана 1994. године.
- чланице: Ангола (1994), Бурунди (1994), Демократска република Конго (1994), Египат (1999), Еритреја (1994), Етиопија (1994), Замбија (1994), Зимбабве (1994), Кенија (1994), Комори (1994), Либија (2005), Мадагаскар (1994), Малави (1994), Маурицијус (1994), Руанда (1994), Свазиленд (1994), Сејшели, Судан (1994), Уганда (1994) и Џибути (1994).
- бивше чланице: Лесото (?-1997), Мозамбик (?-1997), Намибија (?-2004) и Танзанија (?-2000).

### Југоисточна афричка развојна заједница
Југоисточна афричка развојна заједница (SADC) је основана 1992. године.
- чланице: Ангола, Боцвана, Демократска република Конго, Замбија, Зимбабве, Јужноафричка република, Лесото, Малави, Маурицијус, Мозамбик, Намибија, Свазиленд, Сејшели и Танзанија.

### Економска и монетарна заједница Централне Африке
Економска и монетарна заједница Централне Африке (CEMAC) основана је 1999.? године.
- чланице: Габон, Екваторијална Гвинеја, Камерун, Конго, Централноафричка република и Чад.

### Источноафричка заједница
Источноафричка заједница (EAC) основана је 1999. године.
- пуноправне чланице: Кенија, Танзанија, Уганда

### Арапско-магребска унија
Арапско-магребска унија (AMU)
- чланице: Алжир, Либија, Мароко и Тунис.

### Југоисточна афричка царинска унија
Југоисточна афричка царинска унија (SACU)
- чланице: Боцвана, Јужноафричка република, Лесото, Намибија и Свазиленд.

### Заједничка монетарна регија
Заједничка монетарна регија (CMA)
- чланице: Јужноафричка Република, Лесото и Свазиленд.

## Глобалне интеграције

### Азијско-пацифичка економска сарадња
Азијско-пацифичка економска сарадња (APEC) је основана 1989. године, од стране земаља Југоисточне Азије, Пацифика, Северне и Јужне Америке.
- чланице: Аустралија (1989), Брунеј (1989), Вијетнам (1997), Индонезија (1989), Јапан (1989), Јужна Кореја (1989), Канада (1989), Кина (1989), Малезија (1989), Мексико (1993), Нова Гвинеја (1993), Нови Зеланд (1989), Папуа (1993), Перу (1997), Русија (1997), Сингапур (1989), Сједињене Америчке Државе (1989), Тајван (1989), Тајланд (1989), Филипини (1989), Хонгконг (1989) и Чиле (1993).

### Удружење земаља приобаља Индијског океана
Удружење земаља приобаља Индијског океана (IOR-ARC) обухвата земље са три континента: Аустралије, Азије и Африке.
- чланице: Аустралија, Индија, Индонезија, Јемен, Јужноафричка Република, Кенија, Мадагаскар, Малезија, Маурицијус, Мозамбик, Танзанија, Оман, Сингапур и Шри Ланка.

## Старе

### Бенелукс
- бивше чланице: Белгија, Луксембург, Холандија.

### Царинска и економска унија централне Африке
Царинска и економска унија централне Африке (UDEAC) основана је 1966. године.
- чланице: Габон, Екваторијална Гвинеја, Камерун, Конго, Централноафричка република и Чад.

### Европска економска заједница
- бивше чланице: